# Anastasia Gorbenko
Anastasia Gorbenko (hebreiska: אנסטסיה גורבנקו), född 7 augusti 2003 i Haifa, är en israelisk simmare.

## Karriär
Vid EM 2024 i Belgrad tog Gorbenko guld på både 200 och 400 meter medley samt var en del av Israels lag som tog guld på både 4×200 meter frisim och 4×100 meter mixed medley. Hon noterade både ett nationsrekord individuellt på 200 meter frisim samt hjälpte Israel till ett nytt nationsrekord på 4×200 meter frisim.